# 克里西耶
克里西耶（法語：Crissier）是瑞士联邦西部法语区的沃州下设的一个镇。在行政上属于西洛桑区管辖。克里西耶的总面积为5.51平方公里。截至2010年底，总人口为7,182。